# Den Maritime Havarikommission
Den Maritime Havarikommission hører under Erhvervs- og Vækstministeriet, og arbejder som en selvstændig enhed, der undersøger ulykker til søs med henblik på forebyggelse samt og for at fremme initiativer, der øger sikkerheden på et rent hav.
Den undersøger søulykker og arbejdsulykker på danske handels- og fiskeskibe samt ulykker på udenlandske skibe, når de sker i dansk territorialfarvand.

## Formål
Den Maritime Havarikommissions formål er, at klarlægge omstændighederne i forbindelse med ulykker til søs med sigte på at forebygge ulykker.
Kommissionen formidler viden om ulykker, der bruges af fiskeri- og søfartserhvervene til at forbedre sikkerheden.
Undersøgelserne tager ikke stilling til strafferetlige eller erstatningsretlige aspekter ved ulykker.

## Lovgrundlag
Den Maritime Havarikommissions virkefelt er bestemt ved følgende love og bekendtgørelser:
- Lov nr. 457 af 18. maj 2011 – Lov om sikkerhedsundersøgelse af ulykker til søs.Arkiveret 13. februar 2016 hos  Wayback Machine
- Bek. nr. 585 af 8. juni 2011 for Grønland om undersøgelse af ulykker til søs. Arkiveret 13. februar 2016 hos  Wayback Machine
- Bek. nr. 638 af 14. juni 2011 om indberetning af søulykker, dødsfald samt hændelser til søs. Arkiveret 13. februar 2016 hos  Wayback Machine

I 2022 var budgettet på 4,4 mio kr.

## Søulykker
En ulykke til søs betyder en hændelse eller en række af hændelser, som er opstået i direkte forbindelse med et skibs drift, og som har medført en af følgende hændelser:
- En persons død eller alvorlig skade på vedkommende,
- en persons fald over bord,
- et skibs forlis, formodede forlis eller at et skib forlades,
- materiel skade på et skib,
- at et skib strander eller gøres umanøvredygtigt, eller at et skib involveres i en kollision,
- materiel skade på havneinfrastruktur uden for skibet, som kunne bringe skibets, eller et andet skibs eller en enkeltpersons sikkerhed i alvorlig fare, eller
- alvorlig skade på miljøet eller risiko for alvorlig skade på miljøet, som er forårsaget af skade på et eller flere skibe.

En ulykke til søs omfatter dog ikke en bevidst handling eller forsømmelse begået med den hensigt at skade et skibs, en enkeltpersons eller miljøets sikkerhed.

## Søulykkesrapporter
Ved alvorlige ulykker eller ved ulykker, hvor der er noget at lære, udarbejder Den Maritime Havarikommission en søulykkesrapport. Søulykkesrapporter kan findes på kommissionens hjemmeside.

## Eksterne Henvisninger
- Den Maritime Havarikommissions hjemmeside Arkiveret 28. september 2020 hos  Wayback Machine